# آندریا چوکانوف

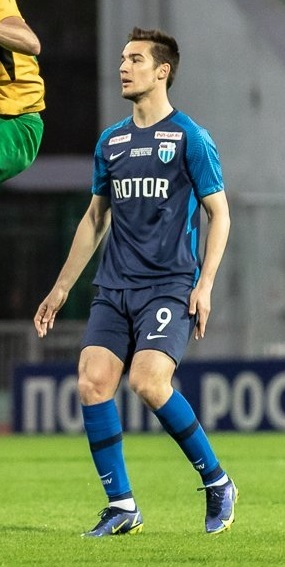
آندریا چوکانوف در سال ۲۰۲۲

آندریا چوکانوف (روسی: Андреа Чуканов؛ زادهٔ ۱۸ دسامبر ۱۹۹۵) بازیکن فوتبال اهل ایتالیا است.
از باشگاه‌هایی که در آن بازی کرده‌است می‌توان به باشگاه فوتبال تیومن و باشگاه فوتبال لوکوموتیو مسکو اشاره کرد.
وی همچنین در تیم ملی فوتبال Russia U-19 بازی کرده‌است.